# Сарај (Босилово)
Сарај (мкд. Сарај) је насеље у Северној Македонији, у југоисточном делу државе. Сарај је у саставу општине Босилово.

## Географија
Сарај је смештен у југоисточном делу Северне Македоније. Од најближег града, Струмице, насеље је удаљено 7 km североисточно.
Насеље Сарај се налази у историјској области Струмица. Насеље је положено у средишњем делу плодног Струмичког поља. Јужно од насеља протиче река Струмица. Надморска висина насеља је приближно 230 метара.
Месна клима је блажи облик континенталне због близине Егејског мора (жарка лета).

## Становништво
Сарај је према последњем попису из 2021. године имао 833 становника.
| Национални састав према попису из 2021.‍ | Национални састав према попису из 2021.‍ | Национални састав према попису из 2021.‍ | Национални састав према попису из 2021.‍ | Национални састав према попису из 2021.‍ |
| --------------------------------------- | --------------------------------------- | --------------------------------------- | --------------------------------------- | --------------------------------------- |
|                                         |                                         |                                         |                                         |                                         |
| Македонци                               | Македонци                               |                                         | 679                                     | 81,5%                                   |
| непописани                              | непописани                              |                                         | 148                                     | 17,8%                                   |

Претежна вероисповест месног становништва је православље.

## Литератур
- Попис у Македонији 2002. - Књига 10.